# Ивановка (Оршанский район)
Ивановка (мар. Ивансола) — деревня в Оршанском районе Республики Марий Эл России. Входит в состав Марковского сельского поселения.

## География
Деревня находится в северной части республики, в зоне хвойно-широколиственных лесов, в пределах Оршанско-Кокшайской равнины, при автодороге Р176, на расстоянии примерно 8 километров (по прямой) к юго-юго-востоку от Оршанки, административного центра района. Абсолютная высота — 104 метра над уровнем моря.

### Климат
Климат характеризуется как умеренно континентальный, влажный. Среднегодовая температура воздуха — 2,3 °С. Средняя температура воздуха самого тёплого месяца (июля) — 18,2 °C (абсолютный максимум — 38 °C); самого холодного (января) — −13,7 °C (абсолютный минимум — −47 °C). Безморозный период длится с середины мая до середины сентября. Среднегодовое количество атмосферных осадков составляет 491 мм, из которых около 352 мм выпадает в период с апреля по октябрь.

## История
Деревня была основана в 1904-1905 годах выходцем из деревни Яндушево. В 1926 году в 30 хозяйствах проживали 118 человек. В 1971 году в 60 хозяйствах проживали 248 человек. С 1996 года в деревне стали сокращать поголовье скота, закрывали фермы, остановилось строительство производственных объектов, техника приходила в негодность. Многие жители остались без работы и начали уезжать. В 2000 году закрыли из-за ветхого состояния здания дом культуры. В 2005 году оставались 53 хозяйства. В советское время работали колхозы "Победа", имени Сталина, "Звезда", имени Коминтерна,  "Прожектор", позднее ОПХ "Прожектор".

### Часовой пояс
Деревня Ивановка, как и вся Марий Эл, находится в часовой зоне МСК (московское время). Смещение применяемого времени относительно UTC составляет +3:00.

## Население
| 2010 |
| ---- |
| 114  |

### Национальный состав
Согласно результатам переписи 2002 года, в национальной структуре населения марийцы составляли 88 % из 144 чел.